# Hiện tượng quan sát thấy UFO ở New Zealand
Sự kiện UFO được báo cáo rộng rãi nhất ở New Zealand, và là trường hợp duy nhất được điều tra, liên quan đến ánh sáng Kaikoura mà máy bay bắt gặp, được quay phim và theo dõi bằng radar vào tháng 12 năm 1978. Lực lượng Phòng vệ New Zealand không quan tâm chính thức đến các báo cáo về UFO, nhưng vào tháng 12 năm 2010, lực lượng này đã cho công bố các tập hồ sơ về hàng trăm báo cáo UFO có chủ đích. Bộ trưởng Bộ Quốc phòng khi đó của New Zealand là Wayne Mapp tuyên bố vào thời điểm đó mọi người có thể "làm những gì họ muốn" đối với đống báo cáo này và cho biết "việc scan nhanh hồ sơ này cho thấy hầu như mọi thứ đều có lời giải thích tự nhiên".

## Thập niên 1950
- Năm 1955, cơ trưởng của một chiếc máy bay của Tập đoàn Hàng không Quốc gia trình báo đã nhìn thấy một luồng ánh sáng cho thấy sự chuyển động rõ ràng và những thay đổi về màu sắc cũng như cường độ. Giám đốc Tình báo tại Đài thiên văn Carter kết luận rằng đó là Sao Kim khi nó mọc trên bầu trời đêm.[3][4]
- Một nông dân ở Blenheim tuyên bố đã nhìn thấy luồng ánh sáng và UFO chứa hai người lạ mặt mặc bộ đồ màu bạc vào sáng sớm ngày 13 tháng 7 năm 1959.[3]

## Thập niên 1970
Biến cố ngày 21 tháng 12 năm 1978 ở khu vực Kaikoura đã thu hút sự chú ý của giới truyền thông trên khắp New Zealand và Úc. Phi hành đoàn của một chiếc máy bay chở hàng đã trình báo về những ánh sáng kỳ lạ trên Dãy núi Kaikoura và toán nhân viên radar của Wellington đã báo cáo những kết quả không thể giải thích được. Luồng sáng này được một nhóm tin tức quay phim xuyên suốt nhiều đêm liền.

## Thập niên 2010
- Ngày 12 tháng 4 năm 2011, có gia đình nọ ở Hāwera đã quan sát thấy một UFO trông giống quả cầu lửa lúc 8 giờ 55 phút tối, sự việc này được camera ghi lại. Một nhân chứng cho biết nó giống hình kim tự tháp với đỉnh tròn, rồi về sau chiếc UFO này dường như "hạ nhiệt" với một vòng màu đỏ giống như bộ phận làm nóng. Một tuần trước đó, một thành viên của Hội Thiên văn và Đài quan sát Hawera đã quan sát thấy một trường hợp tương tự một tuần trước đó. Một công nhân chăn nuôi bò sữa địa phương đã báo cáo về vụ việc tương tự trong khu vực này vào ngày 17 tháng 1 cùng năm.[5]
- Tháng 6 năm 2016, một UFO hình cầu đã được camera ghi lại gần thành phố Christchurch, vật thể này nhanh chóng đổi màu và bay đi sau hai giờ.[4] Hai lần nhìn thấy vật thể đã xảy ra, cả hai đều được camera ghi lại, những thay đổi về màu sắc dường như được phối hợp trong lần nhìn thấy thứ hai, có liên quan đến hai vật thể này.[6]
- Ngày 31 tháng 3 năm 2019, một cặp đôi phát hiện hai luồng ánh sáng đang lơ lửng trên mặt nước ở độ cao 200 mét tại Bãi biển Karekare ở Tây Auckland. Một trong hai vật thể theo như trình báo đã đổi màu và nhanh chóng bay đi mất. Sau đó, cặp đôi còn phát hiện 5 vật thể khác có kiểu bay thất thường và thay đổi màu sắc.[7]

## Thập niên 2020
- Một người phụ nữ cư trú tại Porirua đã chứng kiến ba vật thể đang bay lơ lửng trên thành phố vào sáng ngày 3 tháng 8 năm 2020. Cô ấy đã chụp lại các vật thể này trên phim và chia sẻ chúng trên một nhóm Facebook địa phương, cũng có một người dân khác bình luận rằng anh ta đã nhìn thấy những vật thể giống hệt như vậy.[8]